# Brysma
Brysma is een geslacht van hooiwagens uit de familie Trionyxellidae.
De wetenschappelijke naam Brysma is voor het eerst geldig gepubliceerd door Roewer in 1935. 

## Soorten
Brysma is monotypisch en omvat slechts de volgende soort:
- Brysma atra